# جوشان (مبارکه)
جوشان (مبارکه)، روستایی از توابع بخش گرکن جنوبی شهرستان مبارکه در استان اصفهان ایران است.

## جمعیت
این روستا در دهستان گرکن قرار دارد و براساس سرشماری مرکز آمار ایران در سال ۱۳۸۵، جمعیت آن ۵۳۷ نفر (۱۴۹خانوار) بوده‌است. 
جوشان ۱۵۰۰کیلومتر مربع وسعت و ۹۰۰ هکتار زمین کشاورزی دارد که از ۴۰ حلقه چاه آب آن تأمین می‌شود. از طرف شمال به زودان، از جنوب به فخر آباد و از شرق به احمدآباد و از غرب با هراتمه همسایه است. فاصله آن تا بخش گرکن جنوبی ۵کیلومتر، تا شهرستان مبارکه ۱۵ کیلومتر و تا مرکز استان اصفهان ۳۰ کیلومتر می‌باشد.